# НАМИ-012
НАМИ-012 (читається «НАМІ-012») — паровий вантажний автомобіль, розроблений в СССР у Науковому автомобільному і автомоторному інституті (НАМІ) у 1949 році. Двигун автомобіля працював на дровах. Замовниками проекту були МДБ і ГУЛАГ. Розроблявся як серійний автомобіль, було випущено 3 автомобілі.

## Історія

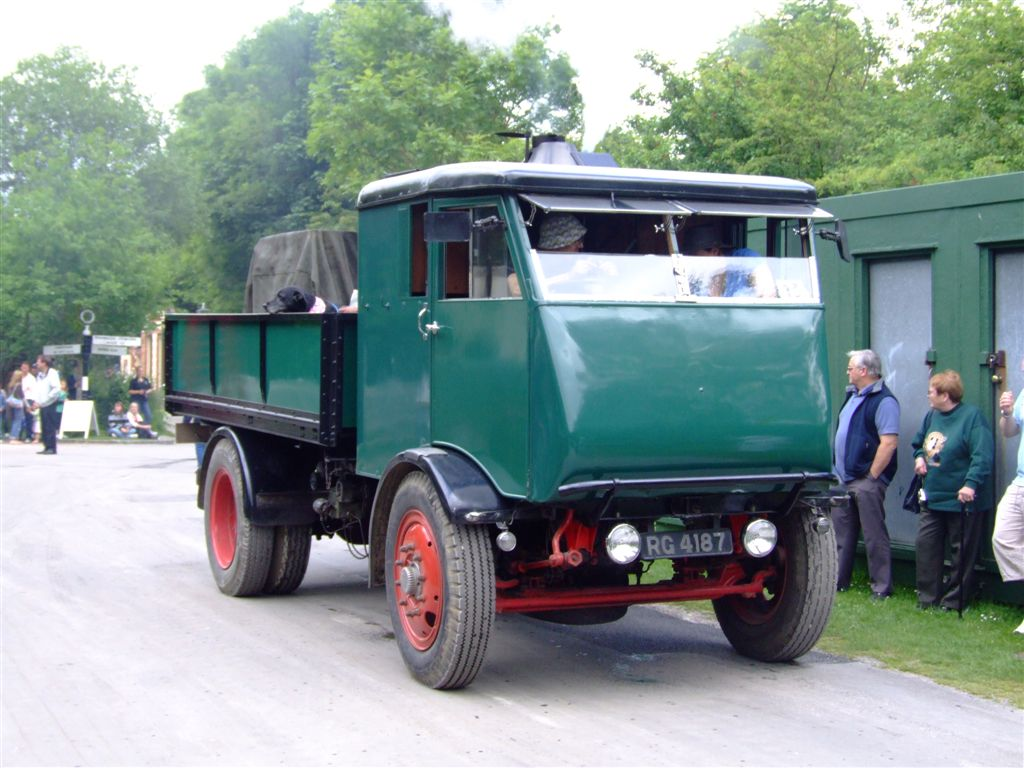
Парова вантажівка Sentinel S4, екземпляр якої був придбаний НАМІ 1936 року для дослідження і яка, можливо, була використана в перших розробках парової вантажівки НАМІ. Дивись також фото тієї самої вантажівки, що була придбана НАМІ.

1935 року в Науковому тракторному інституті (тодішня назва НАМІ) було створено бюро паросилових установок. У 1936 році там випробували легковий паромобіль Doble. 1938 року НАМІ придбав для досліджень шеститонний самоскид Sentinel S4 англійської фірми Сентінел з котлом низького тиску. Машину топили донецьким вугіллям і, попри величезну витрату вугілля — 152 кг на 100 км шляху, експлуатація виявилася вигідною, бо літр бензину коштував 95 копійок, а кілограм вугілля — лише 4 копійки.
Наступного року на шасі ЯГ-6 був створений (можливо, скопійований з англійського) паромобіль МП-28, що мав би працювати на рідкому паливі або антрациті. Але побудувати його до війни не встигли.
Після війни нові розробки парового автомобіля розпочалися з вивчення іноземного досвіду. 1946 року були проведені випробування німецького парового тягача «Саксенберг», результати яких задовольнили інженерів. 7 серпня 1947 року Радою Міністрів СРСР було прийнято постанову «О механизации лесозаготовок и освоении новых лесных районов».
Після війни перед конструкторами НАМІ поставили завдання: створити для ліспромгоспів автомобіль, що працює на дровах. Такі автомобілі могли забезпечити безвідходне виробництво, адже лісорубів у країні вистачало: радянські табори були переповнені в'язнями.
На відміну від газогенераторних машин, що також були розповсюджені в СРСР на той час, паромобіль мав топитися не маленькими дровами, а великими, завдовжки до 50 см. Такі дрова використовувалися у стаціонарних парових машинах (локомобілях), однак топити ними парову машину автомобіля було запропоновано вперше.
Мова йшла не про експериментальні екземпляри — моделі, що розроблялися, були призначені для серійного випуску. Замовниками проекту були МДБ й ГУЛАГ. На оперативній нараді провідні інженери інституту прийшли до думки про неможливість створення парового автомобіля з заданими характеристиками. У НАМІ склали записку з викладом своєї позиції та направили її до уряду. Відповідь надійшла, начебто, від самого Берії, в ній зазначалося: «Ми вважаємо необхідною розробку такого автомобіля. Для успішного виконання завдання вам буде надана всіляка допомога».
Постановою уряду для роботи над машиною було створено спеціальне конструкторське бюро. До нього ввійшли спеціалісти самого НАМІ, заводів ЗІС (тепер ЗІЛ) і МЗМА (тепер АЗЛК). До грудня 1948 року дослідний зразок був готовий.
На 100 км шляху йшло 350—450 кг дров.
Слідом за дослідним зразком наприкінці 1949 і в середині 1950 років були збудовані ще два автомобілі: зовні вони відрізнялися більш закругленними кабінами, з передка зникли масивні хромовані прикраси у вигляді «дзьоба». Обидва екземпляри випробувалися і як вантажівки, і як тягачі-лісовози.
Державні випробування автомобілів НАМИ-012 розпочалися 2 листопада 1950 року і завершилися 25 серпня 1951 року.
Випробування відбувалися на Крайній Півночі. Морози доходили до -40 °C, вода бралася з місцевого озера. Наприкінці випробувань машини зробили пробіг за маршрутом Москва — Ярославль і назад. Загалом одна з них пройшла 16 тис. км, інша — 26 тис. км.
На основі випробувань комісія дійшла висновку, що машина має добру прохідність у завантаженому стані. Однак у порожньому стані через велику вагу, що припадала на передню вісь, паровий автомобіль НАМИ-012 мав меншу прохідність. Тому 1953 року збудували нову модель парової вантажівки — повноприводний лісовоз НАМИ-18, що не поступався найпотужнішому лісовозу того часу МАЗ-501.
Існував також проект парового автомобіля на рідкому паливі, щоправда, цей варіант залишився лише на папері.
Статті про ці машини й детальні розрахунки про їхню начебто фантастичну продуктивність публікувалися в автомобільних журналах і звітах НАМІ до кінця 1950-х років — переважно під прізвищами розробників, Шебаліна й Коротоношка.

## Характеристики
Вантажівка на шасі лісовозу ЯАЗ-200. Автомобіль обладнано паросиловою установкою, що складалася з водотрубного котла й парової машини одинарного розширення й подвійної дії. Кількість циліндрів у парового двигуна — 3, робочий об'єм — 4590 см³, потужність 100 кінських сил, 74 кВт при 1000 обертах на хвилину. Паропродуктивність котлового агрегату — 600 кг пари на годину при тиску 25 атмосфер і перегріві до 425 °C. Випарувальна поверхня котла — 8 м². За середніх і форсованих навантажень ККД котлового агрегату (тобто самого лише котла, без парової машини, трансмісії тощо) становив до 70 %. Паливом були дрова, витрата яких становила 300—400 кг на 100 км. Коробки передач не було. Запас ходу з повним навантаженням на шосе по дровах 75 — 100 км, по воді — 150—180 км. Час, необхідний для початку роботи після розігріву парового котла — 23 — 40 хвилин, залежно від вологості дров. Вантажопідйомність становила 6 т, з причепом — 12 т.